# 基金
基金（ききん、英: fund）は、特定の目的のために準備された元手となる資金のことである。

## 類型
資金を元手に預金や投資等の運用で得た収益によって事業費を賄うという基本は共通であるが、その目的は以下のような類型に分けられる。
- 学術や慈善事業等の公益を目的としたもの - 一般社団法人
- 企業の経営資金を補う目的のもの - 経営安定基金
- 投資による利潤の追求を主目的としたもの - 投資事業組合 日本で「ファンド」というとこの分野を指すことが多い。

## 日本の地方自治における基金
地方公共団体が、条例の定めるところにより、特定の目的のために又は定額の資金を運用するために基金を設けることがある。
基金条例は住環境や福祉、教育など一定の目的のために積み立て、準備しておく資金を集金するために、地方自治体が定める条例。公共施設の建設基金に関するものから、都市計画などにおいて土地開発や公共施設設備など公共投資のための基盤森林保全や緑環境保全など環境保全のための基金に対する条例などに多く制度化され、各地方自治体でこれらの条例を定め、各種整備に充当している。

### おもな基金条例
- 須崎市ニホンカワウソ保護基金条例
- 吉井町 (岡山県)つちのこ基金条例
- 犯罪被害者等支援条例(松本市サリン事件等被害者健康管理基金条例など)
- 那覇市立病院建設基金条例
- 下田市大久保婦久子顕彰基金条例
- 戸田市立図書館建設基金条例
- 福島県災害拠点病院等耐震化臨時特例基金条例
- 宮崎市宮崎市地域コミュニティ活動基金条例
- 山梨県立文学館建設基金条例
- 松浦市松濤奨学基金条例
- 杉並区減税基金条例
- 東浦町ふるさとづくり基金条例

## 国の基金
日本政府は、特定の政策目的のために会計年度を跨って柔軟に資金を使えるよう、独立行政法人や公益法人に基金の形で資金をプールすることがある。2007年時点では農林水産業の支援のための基金が目立ったが、2012年までに経済対策のための基金が増えた。国の基金の残高は2019年度から2022年度にかけて7倍に膨らみ、16.6兆円ほどになった。
基金は交付時に国会を通過した後は、残高を使用するタイミングで監視の目が働きにくい。岸田政権は2022年の骨太の方針で基金の積極活用を決めた。基金の残高が増えるとともに、不透明性が批判されたため、日本政府は2023年度に有効活用、使用見通しの精査、余剰金の国庫返納等を行う方針を示した。

## 大学の基金
アメリカ合衆国の大学の多くは投資運用方針と理事会内に投資委員会を持ち、大学自身もしくは税法上の別組織が基金を保有する。同国の平均では基金は大学の経常予算の9%をしめる。